# Попель, Николай Кириллович
Никола́й Кири́ллович По́пель (2 января 1901 — 25 февраля 1980) — генерал-лейтенант танковых войск (02.11.1944), советский военачальник, политработник. Автор известных книг, посвящённых участию советских танковых войск в Великой Отечественной войне.

## Биография
Родился в 2 января 1901 года по новому стилю (19 декабря 1900 года по старому) в селе Богоявленском Николаевского уезда Херсонской губернии в семье кузнеца «из мадьяр» Кирдата Попеля и крестьянки Светланы-Лампады Попель.
В 1911 году был определён в двухклассную церковно-приходскую школу при сельском приходе. Учился хорошо. В 1913 году получил свидетельство об окончании «на изрядно» и был определён в ветеринарный класс при Херсонской сельскохозяйственной школе. В июле 1917 года он получил диплом ветеринара по II разряду.

### В РККА
В РККА с 30 января 1920 года. Участник Гражданской войны, кавалерист.
В девятнадцать лет стал «главным коновалом» (ветеринарным врачом) 3-го конного корпуса под командованием Николая Каширина. Участвовал в боях за освобождение от врангелевцев Мелитополя, Геническа и Керчи. Затем год воевал с частями Махно.
В апреле 1921 года Николай Попель вступает в РКП(б).
С 1923 по 1925 годы — курсант Одесской пехотной школы.
С 1938 года — военный комиссар 11-й механизированной (танковой) бригады. Участвовал в Советско-финляндской войне 1939—1940 гг. 27 ноября 1939 года был назначен начальником политотдела 106-й горнострелковой дивизии («Ингерманландия») Финской Народной Армии. До 3 июня 1940 года военный комиссар 1-го Ленинградского артиллерийского училища.

### Подвиг в битве под Бродами
В начале Великой Отечественной войны Попель был бригадным комиссаром, заместителем по политической части командира 8-го механизированного корпуса. 26 июня части этого корпуса участвовали в наступлении в район Дубно, в ходе которого от основных сил оторвались часть 12-й дивизии (25 тяжелых и средних танков) и около 150 танков 34-й дивизии. Им была поставлена задача к исходу дня овладеть районом Дубно и организовать взаимодействие с наступавшим на Дубно с северо-востока 19-м механизированным корпусом 5-й армии. Наступление было остановлено противником на рубеже Турковиче, где к ночи начали дозаправку машин и разведку противника. К исходу дня с 34-й дивизией соединились части 23-го и 24-го танковых полков (до 30 танков), вышедшие в 17:00 из района Червоноармейска. Эту объединённую группу и возглавил Н. К. Попель. К исходу дня группе удалось внезапно атаковать на марше колонну 11-й танковой дивизии вермахта и продвинуться на 30 км в район Пелча, а затем подойти к Дубно.
Группа Попеля с утра 28 июня совершила неожиданную для противника атаку в районе Подлуже, Адамувка, Пиратын и вышла в район Замчиско, Смолярна, Сады Мале. Затем она отрезала выдвинувшиеся к Кременцу и реке Иква подразделения 16-й танковой дивизии вермахта и к вечеру подошла к Дубно, выйдя в тыл 11-й танковой дивизии и заставив волноваться командование вермахта. Начальник штаба сухопутных войск Гальдер отметил в дневнике: «На правом фланге 1-й танковой группы 8-й русский танковый корпус глубоко вклинился в наше расположение. Это вклинение противника, очевидно, вызвало большой беспорядок в нашем тылу в районе между Бродами и Дубно. Противник угрожает Дубно с юго-запада, что при учёте больших запасов вооружения и имущества в Дубно крайне нежелательно». Впрочем, успех группы Попеля не был развит, хотя в десятке километров южнее от неё находились 140-я и 146-я дивизии 37-го стрелкового корпуса.
Группа Попеля продолжала сражаться в окружении, заняв оборону в районе Вербы и рассчитывая только на себя. 29 июня 16-я танковая дивизия предприняла наступление с целью освободить коммуникации, перерезанные советскими танкистами. «Неожиданно русские провели пехотную контратаку. Атака наших войск захлебнулась. Приказ к отступлению!» «Приказов, казалось, уже никто не слышал, началась беспорядочная стрельба вокруг. Отступление частично перешло в панику. Лишь на короткое время ещё раз удалось остановить напор танков и пехоты. Вербу пришлось оставить», — отмечено в дневнике 16-й дивизии вермахта.
30 июня 16-я танковая дивизия при поддержке авиации начала новую атаку на группу Попеля, с севера на неё двинулась 44-я пехотная, с востока — 111-я пехотная, с запада — 75-я пехотная дивизии вермахта. Из окружения удалось прорваться небольшой части бойцов 34-й танковой дивизии. Объединившись по дороге с остатками 124-й стрелковой дивизии, Н. К. Попель вывел к своим 1778 человек. Группа Попеля перешла линию фронта 27 июля.

### В 38-й армии
С 25 августа 1941 года по 8 декабря 1941 года член Военного совета 38-й армии. С сентября 1942 года военный комиссар 3-го механизированного корпуса. С 30 января 1943 года до конца войны член Военного совета 1-й танковой армии (преобразованной в 1-й гвардейскую танковую армию). На фронте был контужен.

### Мемуары
После войны проживал в Москве, написал мемуары. Записью и обработкой воспоминаний генерал-лейтенанта танковых войск Николая Попеля занимался литературный критик Э. В. Кардин. Эти воспоминания выросли в итоге в три книги: «В тяжкую пору», «Танки повернули на запад» и «Впереди — Берлин!», увидевшие свет в 1959 и 1960 годах. При этом даже в советское время, когда критиковать советских военачальников не было принято, мемуары Н. К. Попеля весьма резко критиковались в военной прессе за преувеличение роли 1-й гвардейской танковой армии в ряде наступательных операций, крайне малое упоминание роли командующего Катукова и начальника штаба Шалина в руководстве боевыми действиями, но при этом явное преувеличение своей роли, злоупотребление вымыслом при описании событий, в которых лично мемуарист не участвовал.
Умер в Москве 25 февраля 1980 года. Похоронен на Ваганьковском кладбище (12 уч.).

## Воинские звания
- бригадный комиссар (03.06.1940),
- генерал-майор (06.12.1942),
- генерал-лейтенант танковых войск (02.11.1944)

## Награды
- два ордена Ленина (29.05.1945[12], 1945[13])
- четыре ордена Красного Знамени (06.11.1941[14], 10.01.1944[15], 03.11.1944[13], 15.11.1950[13])
- орден Кутузова 1-й степени (06.04.1945[16][17])
- орден Суворова 2-й степени (11.08.1944[18])
- Орден Богдана Хмельницкого 2-й степени (29.05.1944[19][20])
- два ордена Отечественной войны 1-й степени (27.08.1943[21], 1943)
- орден Красной Звезды (1940[22])
- медали СССР
- иностранные ордена и медали.

## Память
21 июля 1981 года в городе Николаев улица Октябрьская переименована в улицу Генерала Попеля.

## В кино
Один из эпизодов кинофильма-эпопеи Юрия Озерова «Битва за Москву» посвящён участию 8-го механизированного корпуса в боях за Дубно. Роль бригадного комиссара Попеля исполнил актёр В. И. Юрченко.

## Труды
- В тяжкую пору. — М.—СПб.: Terra Fantastica, 2001. — 480 с. — ISBN 5-17-005626-5; 5-7921-0392-5.
- Танки повернули на запад. — М.—СПб.: Terra Fantastica, 2001. — 480 с. — ISBN 5-17-005626-5; 5-7921-0392-5.
- Впереди — Берлин! — М.: ACT; СПб.: Terra Fantastica, 2001. — (Военно-историческая библиотека). — ISBN 5-17-005625-7; 5-7921-0393-3.
- Бригада «Революционная Монголия». — М.: ДОСААФ, 1977. — 176 с.
- Герои Курской битвы. — М.: Просвещение, 1971. — 198 с.